# Distance de Hellinger
En Théorie des probabilités, pour toutes mesures de probabilités {\displaystyle P} et {\displaystyle Q} absolument continues par rapport à une troisième mesure {\displaystyle \lambda }, le carré de la distance de Hellinger entre {\displaystyle P} et {\displaystyle Q} est donné par :
{\displaystyle H^{2}(P,Q)={\frac {1}{2}}\displaystyle \int \left({\sqrt {\frac {dP}{d\lambda }}}-{\sqrt {\frac {dQ}{d\lambda }}}\right)^{2}d\lambda .}
où {\displaystyle {\frac {dP}{d\lambda }}} et {\displaystyle {\frac {dQ}{d\lambda }}} désignent respectivement les dérivées de Radon-Nykodym de {\displaystyle P} et {\displaystyle Q}. Cette définition ne dépend pas de {\displaystyle \lambda }, si bien que la distance de Hellinger entre {\displaystyle P} et {\displaystyle Q} ne change pas si {\displaystyle \lambda } est remplacée par une autre mesure de probabilité par rapport à laquelle {\displaystyle P} et {\displaystyle Q} soient absolument continues.
Pour alléger l'écriture, la formule précédente est couramment écrite :
{\displaystyle H^{2}(P,Q)={\frac {1}{2}}\int \left({\sqrt {dP}}-{\sqrt {dQ}}\right)^{2}.}
La distance de Hellinger {\displaystyle H(P,Q)} ainsi définie vérifie :
{\displaystyle 0\leq H(P,Q)\leq 1.}
Remarque : Certains auteurs ne font pas figurer le facteur 1/2 précédant l'intégrale dans cette définition.

## Propriétés
- La distance de Hellinger est une α-divergence de Amari[1], correspondant à la valeur α =0.

À ce titre c'est une f-divergence de Csiszár et une divergence de Bregman.
Comme il s'agit de la seule distance (symétrique, auto-duale) de la classe des α-divergences, c'est la distance canonique de l'espace des distributions de la famille exponentielle, le système de coordonnées associé étant {\displaystyle r_{i}=2{\sqrt {P_{i}}}}.
Autre conséquence, étant une α-divergence, la courbure locale (son Hessien en P) de la distance de Hellinger est égale à l'information de Fisher de la distribution P :
{\displaystyle I_{uv}=\sum _{i}{\frac {\partial r_{i}}{\partial u}}{\frac {\partial r_{i}}{\partial v}}}
{\displaystyle I_{uv}=4\sum _{i}{\frac {\partial {\sqrt {P_{i}}}}{\partial u}}{\frac {\partial {\sqrt {P_{i}}}}{\partial v}}}.
- La distance de Hellinger est liée directement avec la distance de Bhattacharyya :

{\displaystyle D_{B}(P,Q)=-\ln \left(\sum _{i}{\sqrt {P_{i}Q_{i}}}\right)}
par la relation
{\displaystyle H(P,Q)={\sqrt {1-\exp(-D_{B}(P,Q))}}}.

## Exemples
- La distance de Hellinger entre deux lois normales {\displaystyle P\sim {\mathcal {N}}(\mu _{1},\sigma _{1}^{2})} et {\displaystyle Q\sim {\mathcal {N}}(\mu _{2},\sigma _{2}^{2})} est donnée par

{\displaystyle H\left(P,Q\right)={\sqrt {1-{\sqrt {{\frac {2\sigma _{1}\sigma _{2}}{\sigma _{1}^{2}+\sigma _{2}^{2}}}\,e^{-{\frac {1}{2}}{\frac {(\mu _{1}-\mu _{2})^{2}}{\sigma _{1}^{2}+\sigma _{2}^{2}}}}}}}}.}
- La distance de Hellinger entre deux lois exponentielles {\displaystyle P~\sim {\rm {{Exp}(\alpha )}}} et {\displaystyle Q~\sim {\rm {{Exp}(\beta )}}} est donnée par :

{\displaystyle H\left(P,Q\right)={\sqrt {1-{\frac {2{\sqrt {\alpha \beta }}}{\alpha +\beta }}}}.}